# Avrankou Omnisports
Der Avrankou Omnisports Football Club (kurz Avrankou Omnisports FC, auch Avrankou Omnisport) ist ein beninischer Fußballverein aus Avrankou, Département Ouémé.
Gegründet wurde der Club im Jahr 1992. Bis zur Spielzeit 2005/06 trat er unter dem Namen Association Sportive de la Jeunesse d’Avrankou an. Mit Stand Februar 2023 spielt er im Championnat National du Benin, der ersten Liga des Landes, und trägt seine Heimspiele im Stade Municipal d'Avrankou aus, das 5000 Plätze umfasst.

## Bekannte Spieler
Die Spieler kamen wenigstens einmal für die Nationalmannschaft zum Einsatz:
| - William Chidikofan (* 1986) - Ulrich Dah-Achéffon (* 1994) - Jules Elegbede (* 1993) - Djamal Fassassi (* 1988) - Daniel Lanignan (* 1993) | - Jean Ogouchi (* 1996) - Marius Oké (* 1988) - Achille Rouga (* 1987) - Éric Tossavi (* 1992) - Médard Zanou (* 1986) |